# Camille Dimmer
Camille Dimmer   (Clervaux, 20 d'abril de 1939 - 20 de setembre de 2023) va un futbolista i polític luxemburguès, que exercí com a secretari general del Partit Popular Social Cristià entre 1990 i 1995.

## Biografia
En diverses ocasions jugà amb la selecció de futbol de Luxemburg, de forma majoritària durant el Campionat d'Europa de 1964, en el que va estar a punt que classificar-se per a les semifinals. Dimmer va marcar els dos gols al partit de tornada d'octaus de final, contra la selecció dels Països Baixos, per a classificar Luxemburg a la fase de quarts de final contra Dinamarca, en la què Luxemburg va perdre després de dues pròrrogues en acabar el partit en empat.
Després de la seva carrera com a futbolista, inicià la seva etapa com a polític al Partit Popular Social Cristià, esdevenint diputat de la Cambra de Diputats de Luxemburg entre 1984 i 1994. Fou secretari general del partit entre 1990 i 1995. Exercí el càrrec de representant substitut a l'Assemblea Parlamentària del Consell d'Europa entre 1989 i 1994. Després de deixar la cambra luxemburguesa, fou escollit membre honorari i va ser president de l'Associació d'Antics Diputats.